# Сину, Кира
Кира Сину (греч. Κίρα Σίνου; 12 марта 1923, Ростов-на-Дону — 27 сентября 2007, Афины) — греческая писательница, переводчица.

## Биография
Родилась в семье отца-грека, во втором поколении жителя России, и матери-русской. В 1932 семья уехала в Грецию. Кира быстро овладела греческим языком, который знала хуже, чем русский и немецкий. Окончила немецкую школу в Салониках, затем туристическую школу. Работала экскурсоводом, сотрудником службы профессиональной подготовки кадров. С 70-х годов занималась литературной деятельностью.
Кира Сину писала прозу – исторические и приключенческие романы, в основном адресованные детям среднего школьного возраста, всего более 20 книг.
Ею переведены на греческий язык более 100 книг, в том числе с русского произведения Н. В. Гоголя, Л. Н. Толстого, Ф. М. Достоевского, А. И. Солженицына, советских детских писателей. Переводила с английского, немецкого и других языков.

## Сочинения

### Переводы на русский язык
- Последний царь Атлантиды / Пер. с греч. О. В. Патруновой. М., 1994. 173, [1] с. ISBN 5-87943-020-0.
- Загадка башни : Роман; Великий эксперимент : Фантаст. повесть / [Пер. с новогреч. О. Патруновой]. М., 1996. 189, [1] с. ISBN 5-85201-224-6.
- Образы : [повесть] / Пер. с греч. Юрия Смышляева. М., 2005. 254, [1] с. ISBN 5-9639-0036-0.